# النظام الصحي الموحد
النظام الصحي الموحد (بالبرتغالية: Sistema Único de Saúde‏) هو نظام رعاية صحية ممول من القطاع العام في البرازيل. تم إنشاء التظام الصحي الموحد في عام 1989، وهو أكبر نظام رعاية صحية عام تديره الحكومة في العالم، من خلال عدد المستفيدين (تقريبًا 100 ٪ من سكان البرازيل؛ 220 مليون شخص)، يغطي مساحة (3.3 مليون ميل مربع)، بعدد مراكز العلاج (أكثر من 50000 عيادة). النظام خالٍ تمامًا من أي تكلفة في نقطة تقديم الخدمة لأي شخص، بما في ذلك الأجانب.

## النشأه
بعد انتهاء الدكتاتورية العسكرية التي حكمت البلاد لمدة 20 عامًا من الستينيات إلى الثمانينيات، سعى دستور البرازيل لعام 1988 إلى ضمان المزيد من الحقوق والحريات للسكان، ووضع العديد من أهداف التنمية الاجتماعية. من بين هؤلاء، تم وضع تحسين الرعاية الصحية كأولوية:
| النظام الصحي الموحد | الصحة حق للجميع والتزام على الدولة، تضمنه السياسات الاجتماعية والاقتصادية التي تسعى إلى الحد من مخاطر المرض والمظالم الأخرى والوصول الشامل والمتساوي إلى الإجراءات والخدمات في تعزيزها وحمايتها والتعافي منها. | النظام الصحي الموحد |

بعد ذلك بعامين في يوم الأربعاء، 19 سبتمبر 1990، تم توحيد الأهداف المحددة في الدستور في خطاب القانون من خلال القانون الاتحادي رقم 8.080، الذي أنشأت مواده النظام الصحي الموحد وحدد تفعيله. قبل ذلك، كان الأشخاص الذين ساهموا في الضمان الاجتماعي هم فقط من يمكنهم الحصول على الرعاية الصحية. كان إنشاء النظام الصحي الموحد مهمًا لأن أكثر من 80 ٪ من سكان البرازيل يعتمدون عليها لتلقي العلاج الطبي. تقدم البرازيل رعاية صحية من مستويين، ويدفع حوالي 25٪ من السكان تكاليف التأمين الخاص.

## الأهداف
يتم تعريف أهداف النظام الصحي الموحد، بموجب قانون إنشائها، على النحو التالي:
- تحديد ونشر العوامل المحددة والتكييفية لصحة الإنسان.
- صياغة السياسة الصحية.
- مساعدة الناس من خلال إجراءات تعزيز الصحة وحمايتها واستعادتها، مع التنفيذ المتكامل لإجراءات المساعدة والأنشطة الوقائية.
- التطهير والمراقبة الصحية.
- اليقظة الوبائية.
- السلامة والصحة المهنية.
- المساعدة العلاجية المتكاملة، بما في ذلك الأدوية.
- تنظيم تكوين الموارد البشرية الصحية.
- اليقظة والتوجيه التغذوي.
- التعاون مع حماية البيئة، بما في ذلك بيئة العمل.
- صياغة السياسات المتعلقة بالأدوية والمعدات والبيولوجيا المناعية والموارد الأخرى ذات الأهمية لصحة الإنسان والمشاركة في إنتاجها.
- مراقبة وضبط الضرائب على الخدمات والمنتجات والمواد ذات الأهمية لصحة الإنسان.
- فرض ضرائب على الأغذية والمياه والمشروبات للاستهلاك البشري وفحصها.
- المشاركة في الرقابة والضرائب على إنتاج ونقل وسلامة واستخدام المواد والمنتجات المشعة والسامة والنفسية.
- التطورات العلمية والتكنولوجية في مجال عملها.
- رسم وتنفيذ السياسة الوطنية للدم ومشتقاته.